# Sant'Andrea di Cotone
Sant'Andrea di Cotone (in francese Sant'Andréa-di-Cotone, in corso Sant'Andria di u Cutone) è un comune francese di 234 abitanti situato nel dipartimento dell'Alta Corsica nella regione della Corsica.

## Società

### Evoluzione demografica
Abitanti censiti